# Pasul Botiza
Pasul Botiza (găsit și sub numele de Pasul Didi sau Pasul Cârligătura) este o trecătoare în Carpații Orientali situată între Munții Lăpușului, aflați la vest și Munții Țibleșului, aflați la est, care face legătura între Depresiunea Maramureșului și Depresiunea Lăpușului, mai precis între culoarul Izei și valea Suciului. Este situată la altitudinea de 980 m.

## Date geografice
Trecătoarea se află între vârfurile Cârligătura (1263 m) aflat la est și Măgura Porcului (1222 m) aflat la vest. ascensiunea făcându-se dinspre văile Botiza (situată la nord) și Minghet (situată la sud).
Este străbătută de DJ171A, care leagă Șieu de Suciu de Sus. Porțiunea care urcă în trecătoare dintre comunele Botiza și Groșii Țibleșului are caracter de drum turistic și este închisă iarna.
Spre vest se află pasurile Neteda și Cavnic, iar spre est Pasul Șetref.

## Oportunități turistice de vecinătate
- Biserica de lemn „Cuvioasa Paraschiva” din Botiza[8]
- Izvoarele de apă minerală de la Botiza[9]
- Drumul Crucii – situat pe traseul drumului care duce la Botiza, este format din 14 troițe de lemn, dispuse din centrul comunei Groșii Țibleșului până la culmea muntelui. Cele 14 plăcuțe fixate pe troițe respectă ordinea și conținutul inscripțiilor de pe Via Dolorosa din Ierusalim[10]
- Casa Bozghii – situată la 200 de m de drumul care duce dinspre Groșii Țibleșului spre trecătoare,[11] este un martor grezos de eroziune.[12]